# Шунеев, Фёдор Герасимович
Фёдор Гера́симович Шуне́ев (24 апреля (7 мая) 1907 — 9 мая 1972) — командир противотанкового орудия 429-го отдельного истребительно-противотанкового дивизиона 306-й стрелковой дивизии 43-й армии 1-го Прибалтийского фронта, старший сержант. Герой Советского Союза (1945 год).

## Биография
Родился 24 апреля 1907 года в селе Андреевка (ныне — Большеигнатовского района Мордовии) в крестьянской семье. Мордвин. Окончил начальную школу. Работал в колхозе на родине, рабочим в городе Горьком и на железнодорожной станции «Ладва» в Прионежском районе Карелии.
В Красной Армии в 1937—1940 годах, участник советско-финской войны (1939—1940). Повторно призван в армию из запаса в 1941 году. В действующей армии во время Великой Отечественной войны с ноября 1942 года, после окончания полковой школы. Член ВКП(б) с 1943 года.

## Подвиг
Командир противотанкового орудия 429-го отдельного истребительно-противотанкового дивизиона старший сержант Фёдор Шунеев особо отличился при освобождении Мядельского района Вилейской Минской области Белоруссии во время операции «Багратион».
4 июля 1944 года в районе деревни Гуменники, расположенной возле современного агрогородка Нарочь (Кобыльник), автомашина с командиром взвода Кухарским и артиллерийским расчетом старшего сержанта Шунеева попала под автоматный и ружейный огонь. Из семи человек в живых осталось трое. Старший сержант Шунеев с двумя бойцами заняли позицию для обороны и в течение 40 минут сдерживали врага. После прибытия подкрепления, враг был выбит с занимаемых позиций и вынужден был отступить. В ожидании новых контратак, бойцы установили ещё несколько орудий.
5 июля 1944 года орудийный расчёт Ф. Г. Шунеева отразил две контратаки неприятеля, подбил танк и самоходное орудие «Фердинанд», уничтожил более роты противника. Во время третьей контратаки, попадание снаряда вывело орудие из строя. Один солдат был убит, второй — тяжело ранен. Старший сержант Шунеев был также ранен, но поля боя не покинул. Он незаметно подполз к соседнему орудию, расчёт которого весь погиб. Ведя огонь по гитлеровцам из орудия, ему удалось продержаться до подхода подкрепления. Был найден без сознания возле орудия, после второго тяжелого ранения.
Указом Президиума Верховного Совета СССР от 24 марта 1945 года за образцовое выполнение боевых заданий командования и проявленные при этом мужество и героизм старшему сержанту Шунееву Фёдору Герасимовичу присвоено звание Героя Советского Союза с вручением ордена Ленина и медали «Золотая Звезда».
Также награждён орденами Ленина, Славы 3-й степени, медалями.
После войны демобилизован. Вернулся в родную деревню, где трудился бригадиром, заместителем председателя колхоза, секретарём партийной организации. На пенсии работал в колхозе сторожем. Скончался 9 мая 1972 года. Похоронен в родном селе.

## Память
В селе Андреевка Большеигнатовского района Мордовии на доме, где жил Герой Советского Союза Ф. Г. Шунеев, установлена мемориальная доска.